# Wolfs- und Wollebachtal
Das Naturschutzgebiet Wolfs- und Wollebachtal liegt im Gemeindegebiet Simmerath zwischen Steckenborn und Woffelsbach. Es umfasst die Täler des Wolfs- und Wollebaches.

## Beschreibung
Der Wolfsbach entspringt im westlichen Schutzgebiet und fließt fast durchgängig mäandrierend durch Weidegrünland sowie weiter bachabwärts durch einen Fichtenforst und Buchenwald. Bachbegleitend sind Staudenflure und abschnittsweise Rohrglanzgrasbestände zu finden. Im Unterlauf mündet der aus Nordwesten kommende Wollebach. Der Wollebach entspringt aus einer Milzkrautreichen Sickerquelle in einem Eschen-Ahorn-Bestand mit Schluchtwaldcharakter. Die Talhänge sind mit Eichenniederwald bewachsen, gemischt mit Hainbuchen. Die Krautschicht setzt sich aus den typischen Arten der trockenen und nährstoffarmen Eichenwälder wie Heidelbeere, Salbei-Gamander, Habichtskräutern und Drahtschmiele zusammen. Durch die naturnahe Ausprägung der Fließgewässer, die Feucht- und Magergrünlandbereiche und die strukturelle Vielfalt der Laubwaldbestände kommt dem Gebiet eine wichtige Bedeutung für den Schutz der Fließgewässerarten und der Lebensgemeinschaft Laubwald im stark durch Fichtenforste geprägten Landschaftsraum Rureifel zu. Das Gebiet ist ein wichtiges Bindeglied im Verbund naturnaher Mittelgebirgsbäche. Schutzziel ist die Erhaltung der Fließgewässer mit den Kontaktlebensräumen und die Erhaltung der Laubholzbestandes.

## Schutzzweck
Geschützt werden sollen die Lebensräume für viele nach der Roten Liste gefährdete Pflanzen, Pilze und Tiere. Kennzeichnend für dieses Gebiet sind die zu schützenden Biotoptypen wie Quellen, naturnahe, unverbaute Bachabschnitte, Nass und Feuchtgrünland sowie Auenwälder.